# Gofun

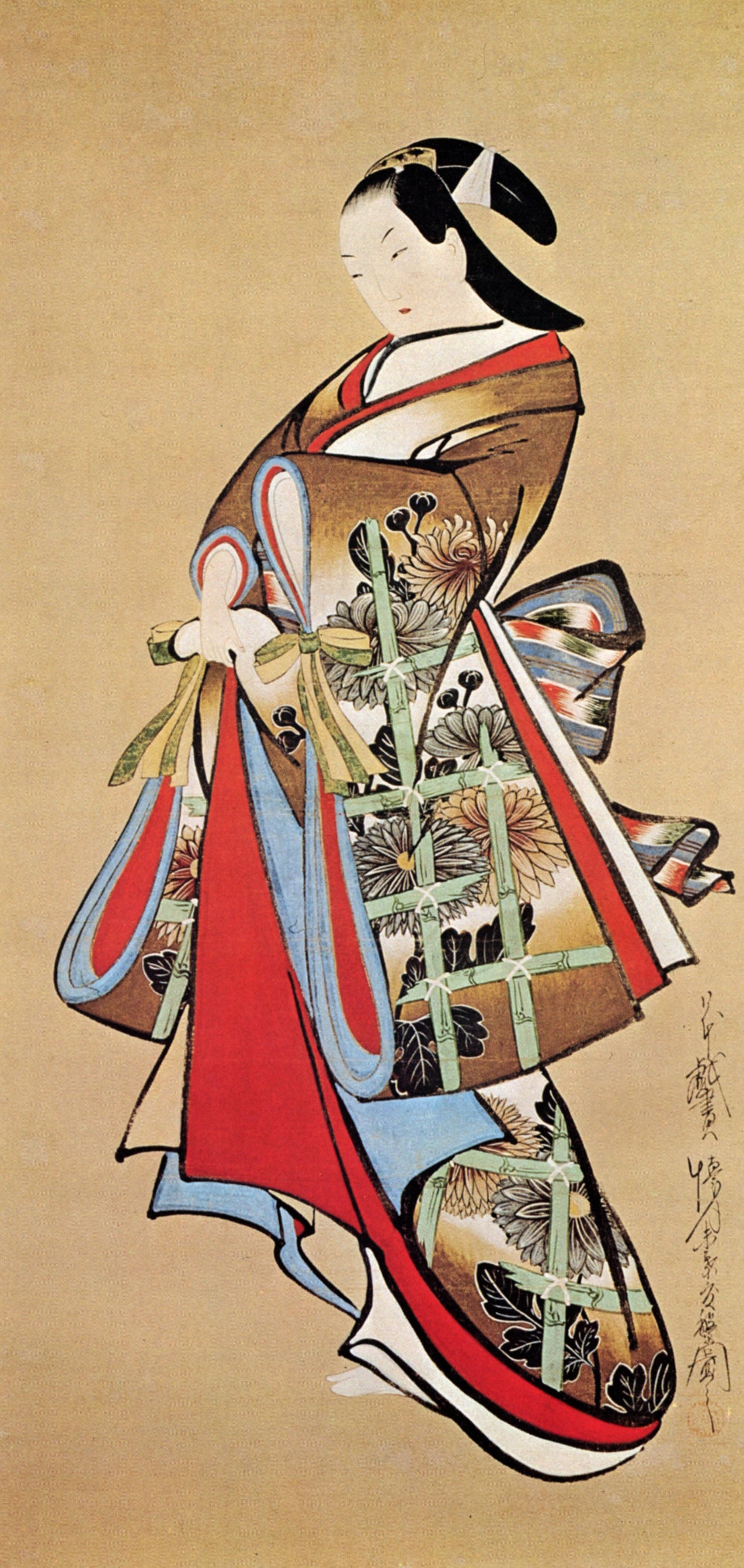
Kaigetsudō Dohan, peinture sur soie rehaussée de gofun.

Le gofun (胡粉) est une préparation à base de carbonate de calcium, utilisée en particulier dans certaines peintures et estampes japonaises de l'ukiyo-e et auparavant pour souligner la blancheur des visages féminins et imiter la poudre blanche opaque (oshiroi) dont était recouvert le visage des courtisanes et des geishas.

## Composition
Le gofun est préparé en utilisant du blanc de carbonate de calcium, normalement obtenu en réduisant en poudre fine des coquilles d'huître, et en mélangeant cette poudre avec de la colle (colle de riz ou colle nikawa d'origine animale, dans le cas des poupées japonaises).

## Utilisation
Le gofun était utilisé dans la peinture japonaise traditionnelle pour renforcer la blancheur de certaines parties de la peinture : visages des femmes tout particulièrement, mais aussi tabi (petites chaussettes avec un doigt séparé pour le gros orteil, pour permettre de porter les geta), fleurs, rubans, qui contrastent alors de façon saisissante avec le fonds, surtout lorsque le support s'est un peu assombri avec l'âge.
Il est également utilisé, encore aujourd'hui, pour renforcer la blancheur du visage des poupées japonaises traditionnelles.

## Legofunchez les peintres japonais
De très nombreux peintres utilisèrent le gofun dans leurs œuvres. Avant les peintres de l'ukiyo-e, on peut mentionner ceux de l'ère Kambun (1661-1673), pour leurs portraits de Kambun bijin (bijin signifiant « belle personne »). Parmi les peintres de l'ukiyo-e, on peut citer Moronobu, les Kaigetsudō, Baiōken Eishun, Sukenobu. 
Le support utilisé pour ces peintures était généralement du papier ou de la soie. Il arrive qu'on rencontre des estampes (gravures sur bois), qui ont été rehaussées de couleurs appliquées à la main, avec utilisation de gofun (Sugimura).
Avec le développement des nishiki-e, les estampes polychromes introduites par Harunobu à partir de 1765, le gofun fut abandonné comme moyen de souligner la blancheur des visages féminins. Des procédés différents furent utilisés à cet effet, dont le plus abouti sera largement utilisé par Utamaro dans ses okubi-e, en « réservant » le visage en blanc sur un fond micacé légèrement coloré.